# Nicolas Lupot
Nicolas Lupot (Stuttgart, 1758 - Paris, 1824) est un luthier français ayant notamment exercé à Orléans (où s'était installée sa famille), d'abord pendant le règne de Louis XVI, puis pour Louis XVIII durant la Première Restauration. Il fut surnommé le "Stradivarius français"  pour la qualité exceptionnelle de ses instruments.
Ses violons sont très fortement inspirés de ceux d'Antonio Stradivari (1644-1737). 
Il laisse son nom à un violon stradivarius de 1727.
Il est enterré au cimetière du Père-Lachaise (36e division). Sa chapelle de famille, en reprise par la Ville de Paris, fut sauvée de la destruction grâce à l'intervention de Domenico Gabrielli, Président de l'Association Internationale du cimetière du Père Lachaise, auprès de monsieur Dupuis, de l'Association des Luthiers de France qui prit en charge sa restauration. 